# Ciclobutano
El ciclobutano es un compuesto orgánico cíclico de fórmula (CH2 )4 . En condiciones estándar el ciclobutano es un gas y comercialmente se presenta como un gas licuado . Los derivados del ciclobutano reciben el nombre de ciclobutanos. El ciclobutano por él mismo no tiene significación comercial o biológica, pero sus derivados más complejos son importantes en biología y biotecnología.

## Estructura
Los ángulos de enlace entre los átomos carbono están significativamente tensa y por lo tanto tienen menos energía de enlace que hidrocarburos similares, lineales o no deformados, por ejemplo, butano o ciclohexano. Como tal, el ciclo butano es inestable por encima de aproximadamente los 500 °C.
Los enlaces están en posición alternada. Los ángulos de enlace se desvían desde los 109° a los 88°.1 El esqueleto de la molécula es un rombo ligeramente plegado, los cuatro átomos de carbono del ciclobutano no son coplanares, en lugar del anillo típico adopta una configuración doblada o "fruncida". Uno de los átomos de carbono forma un ángulo de 25° con el plano formado por los otros tres carbonos. De este modo algunas de las interacciones eclipsantes se reducen. La conformación también se conoce como de "mariposa". Interconvierten equivalente conformaciones fruncido:

## Propiedades y riesgos
Debido a la tensión del anillo la reactividad del ciclobutano es mayor que la de n-butano. El ciclobutano es sólo ligeramente soluble en agua .
El ciclobutano es altamente inflamable.

## Reacciones
A 500 °C, se convierte en etileno por craqueo. 
Con hidrógeno en presencia de un catalizador de paladio se hidrogena a n-butano poses 4 carbonos . 
Con oxígeno se quema para formar agua y dióxido de carbono.

## Ciclobutano en biología y biotecnología
A pesar de la tensión inherente de la molécula el ciclobutano se encuentra en la naturaleza. Un ejemplo habitual es el ácido pentacicloanammoxic, que contiene 5 unidades ciclobutano fusionadas. La fortaleza estimada de este compuesto es de 3 veces la de ciclobutano. El compuesto se encuentra en las bacterias de realizar la proceso anammox donde forma parte de una membrana apretada y muy densa cree que proteger al organismo de tóxicos hidroxilamina y hidrazina involucrados en la producción de nitrógeno y el agua de nitrito iones y amoníaco.
El fotodimero del ciclobutano ("CPD") se forman por reacciones fotoquímicas que producen acoplamiento de los enlaces C = C doble de pirimidinas. Los dímeros TT, dímeros de timina, formados entre dos timinas son los más abundantes de los CPD.  Los CPD son fácilmente reparado por enzimas de reparación nucleótidos por escisión . En la mayoría de los organismos también pueden ser reparados por las fotoliasas, una familia de enzimas dependiente de la luz. La xerodermia pigmentosa es una enfermedad genética que este daño no puede ser reparado, lo que resulta en la decoloración de la piel y tumores inducidos por la exposición a la luz UV.
El carboplatino es un medicamento contra el cáncer que se deriva de ciclobutano-1 ,1-carboxílico.

## Síntesis
Hay muchos métodos para preparar los ciclobutano. Los alquenos se dimeritzen bajo irradiación con luz UV. Los 1,4-dihalobutanos se convierten en ciclobutano con deshalogenación en presencia de metal reductores.